# Radziemice (gmina)
Radziemice (do 1954 gmina Łętkowice) – gmina wiejska w województwie małopolskim, w powiecie proszowickim. W latach 1975–1998 gmina położona była w województwie krakowskim.
Gmina obejmuje następujące wsie:
- Błogocice
- Dodów
- Kaczowice
- Kąty
- Kowary
- Obrażejowice
- Lelowice
- Łętkowice
- Łętkowice-Kolonia
- Przemęczany
- Przemęczanki
- Radziemice – siedziba gminy
- Smoniowice
- Wierzbica
- Wola Gruszowska
- Wrocimowice
- Zielenice

Według danych z 30 czerwca 2004 gminę zamieszkiwały 3443 osoby.

## Struktura powierzchni
Według danych z roku 2002 gmina Radziemice ma obszar 57,85 km², w tym:
- użytki rolne: 94%
- użytki leśne: 1%

Gmina stanowi 13,95% powierzchni powiatu.
Charakteryzuje się bardzo dobrymi glebami zaliczanymi do klas bonitacyjnych I – III. Są to gleby o bardzo dobrej wartości rolniczej typu rędziny, gleby brunatne, czarnoziemy i mady.
Klimat umiarkowanie ciepły.

## Demografia

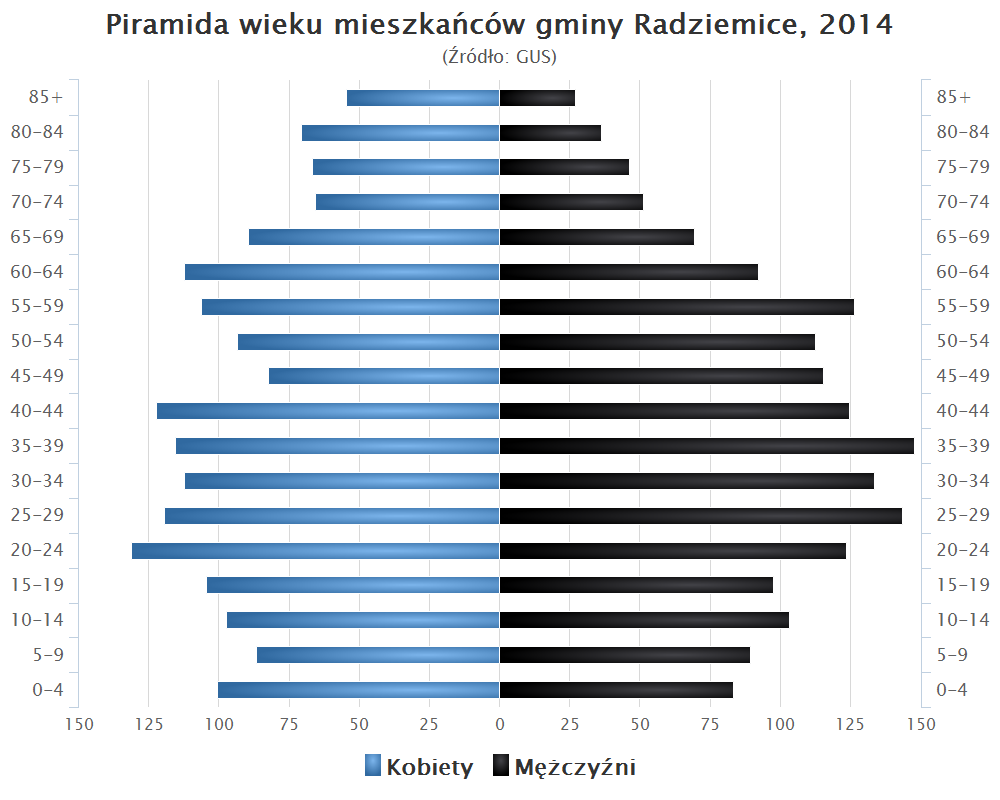
Piramida wieku mieszkańców gminy Radziemice w 2014 roku

Dane z 30 czerwca 2004:
| Opis                              | Ogółem | Ogółem | Kobiety | Kobiety | Mężczyźni | Mężczyźni |
| --------------------------------- | ------ | ------ | ------- | ------- | --------- | --------- |
| jednostka                         | osób   | %      | osób    | %       | osób      | %         |
| populacja                         | 3443   | 100    | 1719    | 49,9    | 1724      | 50,1      |
| gęstość zaludnienia (mieszk./km²) | 59,5   | 59,5   | 29,7    | 29,7    | 29,8      | 29,8      |

## Transport

### Drogowy
Przez tereny gminy przebiegają następujące drogi powiatowe:
| Numer drogi | Przebieg                                            | Długość trasy w (km) |
| ----------- | --------------------------------------------------- | -------------------- |
| 1211K       | Gmina Radziemice – Zielenice – powiat miechowski    | 0,33                 |
| 1235K       | Racławice – Wrocimowice – Radziemice – Skrzeszowice | 14,9                 |
| 1261K       | Lelowice – Zielenice – Prandocin                    | 4,4                  |
| 1259K       | Nadzów – Ibramowice – Radziemice                    | 6,4                  |
| 1262K       | Niegardów – Zielenice                               | 9,5                  |
| 1263K       | Waganowice – Obrażejowice – Muniakowice             | 4,7                  |
|             |                                                     | 40,23                |

## Zabytkowe obiekty na terenie gminy
| Obraz | Miejscowość | Nazwa                                                                 | Data powstania |
| ----- | ----------- | --------------------------------------------------------------------- | -------------- |
|       | Radziemice  | Kościół św. Stanisława Biskupa w Radziemicach                         | XVII w.        |
|       | Wrocimowice | Zespół kościoła pw. św. Andrzeja we Wrocimowicach                     | XVIII w.       |
|       | Zielenice   | Kościół Niepokalanego Poczęcia Najświętszej Maryi Panny w Zielenicach | XVII w.        |

## Sąsiednie gminy
Koniusza, Miechów, Pałecznica, Proszowice, Racławice, Słomniki